# Liste der Baudenkmale in Wusterhausen/Dosse
Die Liste der Baudenkmale in Wusterhausen/Dosse enthält alle Baudenkmale der brandenburgischen Gemeinde Wusterhausen/Dosse und ihrer Ortsteile. Grundlage ist die Landesdenkmalliste mit dem Stand vom 31. Dezember 2020. Die Bodendenkmale sind in der Liste der Bodendenkmale in Wusterhausen/Dosse aufgeführt.

## Baudenkmale in den Ortsteilen

### Legende
In den Spalten befinden sich folgende Informationen:
- ID-Nr.: Die Nummer wird vom Brandenburgischen Landesamt für Denkmalpflege vergeben. Ein Link hinter der Nummer führt zum Eintrag über das Denkmal in der Denkmaldatenbank. In dieser Spalte kann sich zusätzlich das Wort Wikidata befinden, der entsprechende Link führt zu Angaben zu diesem Denkmal bei Wikidata.
- Lage: die Adresse des Denkmales und die geographischen Koordinaten. Link zu einem Kartenansichtstool, um Koordinaten zu setzen. In der Kartenansicht sind Denkmale ohne Koordinaten mit einem roten beziehungsweise orangen Marker dargestellt und können in der Karte gesetzt werden. Denkmale ohne Bild sind mit einem blauen bzw. roten Marker gekennzeichnet, Denkmale mit Bild mit einem grünen beziehungsweise orangen Marker.
- Bezeichnung: Bezeichnung in den offiziellen Listen des Brandenburgischen Landesamtes für Denkmalpflege. Ein Link hinter der Bezeichnung führt zum Wikipedia-Artikel über das Denkmal.
- Beschreibung: die Beschreibung des Denkmales
- Bild: ein Bild des Denkmales und gegebenenfalls einen Link zu weiteren Fotos des Baudenkmals im Medienarchiv Wikimedia Commons

### Bantikow
| ID-Nr.                           | Lage                 | Bezeichnung             | Beschreibung | Bild                    |
| -------------------------------- | -------------------- | ----------------------- | ------------ | ----------------------- |
| 09170513                         | Dorfstraße (Lage)    | Dorfkirche              |              | weitere Bilder          |
| 09170515                         | Dorfstraße 34 (Lage) | Schloss mit Schlosspark |              | Schloss mit Schlosspark |
| 09171265 Teilobjekt zu: 09170515 | Dorfstraße 34 (Lage) | Park                    |              | BW                      |

### Barsikow
| ID-Nr.                           | Lage                | Bezeichnung                                         | Beschreibung | Bild                |
| -------------------------------- | ------------------- | --------------------------------------------------- | ------------ | ------------------- |
| 09170118                         | Dorfplatz (Lage)    | Zwei Meilensteine                                   |              | weitere Bilder      |
| 09172047 Teilobjekt zu: 09170118 | Dorfplatz ()        | Linker Meilenstein                                  |              | Linker Meilenstein  |
| 09172048 Teilobjekt zu: 09170118 | Dorfplatz ()        | Rechter Meilenstein                                 |              | Rechter Meilenstein |
| 09170516 Wikidata                | Dorfstraße (Lage)   | Dorfkirche mit Umfassungsmauer                      |              | weitere Bilder      |
| 09171733 Teilobjekt zu: 09170516 | Dorfstraße ()       | Orgel                                               |              | ein Bild hochladen  |
| 09170514                         | Dorfstraße 4 (Lage) | Eingang des Gutshauses mit Torpfeiler und Gutsmauer |              | BW                  |

### Blankenberg
| ID-Nr.                           | Lage                    | Bezeichnung           | Beschreibung | Bild |
| -------------------------------- | ----------------------- | --------------------- | ------------ | ---- |
| 09170519                         | Dorfstraße 14-16 (Lage) | Gutshaus und Gutspark |              | BW   |
| 09172166 Teilobjekt zu: 09170519 | Dorfstraße 14-16 (Lage) | Gutspark              |              | BW   |

### Brunn
| ID-Nr.   | Lage              | Bezeichnung                     | Beschreibung | Bild                            |
| -------- | ----------------- | ------------------------------- | --- | ------------------------------- |
| 09170525 | Dorfstraße (Lage) | Dorfkirche                      | Die Dorfkirche Brunn ist ein Feldsteinbau aus der ersten Hälfte des 13. Jahrhunderts. Sie ist ein Saalbau mit einem verbretterten Westturm. Der Turm wurde 1669 erbaut. Im Inneren befinden sich ein Auferstehungsgemälde aus dem 17. Jahrhundert. | weitere Bilder                  |
| 09170527 | Dorfstraße (Lage) | Gutspark                        | | BW                              |
| 09170526 | Dorfstraße (Lage) | Marmordenkmal, auf dem Friedhof | Die Stele befindet sich vor der Kirche. Sie besteht aus Granit für Conrad und Anton Romberg im Jahre 1843 aufgestellt. Der Bildhauer war F. Drake.                                                                                                 | Marmordenkmal, auf dem Friedhof |

### Bückwitz
| ID-Nr.                           | Lage                | Bezeichnung                                      | Beschreibung | Bild           |
| -------------------------------- | ------------------- | ------------------------------------------------ | ------------ | -------------- |
| 09170528                         | Seestraße 10 (Lage) | Dorfkirche mit Gefallenendenkmal und Einfriedung |              | weitere Bilder |
| 09171789 Teilobjekt zu: 09170528 | Seestraße 10 (Lage) | Kriegerdenkmal                                   |              | Kriegerdenkmal |

### Dessow
| ID-Nr.            | Lage                        | Bezeichnung          | Beschreibung | Bild           |
| ----------------- | --------------------------- | -------------------- | --- | -------------- |
| 09170531 Wikidata | Dorfstraße (Lage)           | Dorfkirche           | Die evangelische Dorfkirche wurde um 1830 im Stil der Neugotik erbaut. Auf dem Westgiebel befindet sich ein Dachreiter. Im Inneren befindet sich eine Kanzel aus dem ersten Viertel des 17. Jahrhunderts. Die Taufe stammt laut einer Inschrift aus dem Jahr 1652. | weitere Bilder |
| 09170533          | Dorfstraße (Lage)           | Park mit Parkeingang | | BW             |
| 09170532          | Neuruppiner Straße 2 (Lage) | Dampfmaschine        | | BW             |

### Ganzer
| ID-Nr.            | Lage                 | Bezeichnung                                                      | Beschreibung | Bild                                                             |
| ----------------- | -------------------- | ---------------------------------------------------------------- | --- | ---------------------------------------------------------------- |
| 09170543 Wikidata | Dorfstraße (Lage)    | Ruine der Dorfkirche                                             | Die ehemalige Dorfkirche wurde wahrscheinlich im 13. oder 14. Jahrhundert erbaut. Es ist ein Saalbau aus Feldstein mit einem dreiseitigen Chorschluss.                                                 | weitere Bilder                                                   |
| 09170544          | Dorfstraße (Lage)    | Eisengussdenkmal der Familie von Wahlen-Jürgass auf dem Friedhof | Das Denkmal wurde 1833 aus Eisenkunstguss erstellt. Unter einem Baldachin im neugotischen Stil befindet sich eine Engelsfigur. Die Figur ist beschädigt, wurde allerdings im Jahre 1995 renoviert.     | Eisengussdenkmal der Familie von Wahlen-Jürgass auf dem Friedhof |
| 09170545          | Dorfstraße 20 (Lage) | Gutshaus                                                         | Das ehemalige Herrenhaus wurde zum Beginn des 18. Jahrhunderts erbaut. Es ist ein zweigeschossiger Fachwerkbau mit sechs Fensterachsen. Der eingeschossige Anbau aus Fachwerk wurde um 1800 errichtet. | Gutshaus                                                         |

### Gartow
| ID-Nr.            | Lage              | Bezeichnung | Beschreibung                                        | Bild           |
| ----------------- | ----------------- | ----------- | --------------------------------------------------- | -------------- |
| 09170546 Wikidata | Dorfstraße (Lage) | Dorfkirche  | Datierung 1301/1400, Umbau 1868, Restaurierung 1968 | weitere Bilder |

### Kantow
| ID-Nr.            | Lage                 | Bezeichnung | Beschreibung | Bild           |
| ----------------- | -------------------- | ----------- | --- | -------------- |
| 09170557 Wikidata | Dorfstraße 20 (Lage) | Dorfkirche  | Der rechteckige Fachwerkbau stammt aus dem Jahre 1696. Vermutlich um 1755 wurde die Dorfkirche Kantow nach Westen verlängert, der Ostteil wird als Winterkirche genutzt. Der quadratische verbretterte Dachturm besitzt eine Schieferhaube. Der Kanzelaltar ist von 1705. | weitere Bilder |

### Läsikow
| ID-Nr.            | Lage                  | Bezeichnung | Beschreibung | Bild           |
| ----------------- | --------------------- | ----------- | --- | -------------- |
| 09170620 Wikidata | Läsikower Ring (Lage) | Dorfkirche  | Die evangelische Dorfkirche wurde 1867 erbaut. Es ist ein neuromanischer Saalbau aus Backstein. Bei dem Bau wurden die Ostteile einer gotischen Kirche mit eingeschlossen. Der Turm ist reich gegliedert. Die älteste Glocke von drei Glocken stammt aus dem 13. Jahrhundert. | weitere Bilder |

### Lögow
| ID-Nr.            | Lage                                 | Bezeichnung                                                 | Beschreibung                                             | Bild           |
| ----------------- | ------------------------------------ | ----------------------------------------------------------- | -------------------------------------------------------- | -------------- |
| 09171656          | Kantower Straße, Lindenstraße (Lage) | Drei Grabdenkmäler der Familie von Zieten, auf dem Friedhof |                                                          | BW             |
| 09170624          | Lindenstraße 61 (Lage)               | Wohnhaus                                                    |                                                          | BW             |
| 09170625          | Lindenstraße 63 (Lage)               | Wohnhaus                                                    | Datierung 1880/1900                                      | BW             |
| 09170623 Wikidata | Schulstraße 4 (Lage)                 | Dorfkirche                                                  | Datierung 1301/1400, Umbau 1701/1800, Restaurierung 1860 | weitere Bilder |
| 09170626          | Schulstraße 21 (Lage)                | Gutshaus                                                    | Datierung 1811, Umbau nach 1945                          | BW             |

### Metzelthin
| ID-Nr.                           | Lage                 | Bezeichnung                                               | Beschreibung                                        | Bild           |
| -------------------------------- | -------------------- | --------------------------------------------------------- | --------------------------------------------------- | -------------- |
| 09172747                         | Dorfstraße 10 (Lage) | Wohnhaus mit Stallgebäude, Einfriedung und Hofpflasterung |                                                     | BW             |
| 09170633 Wikidata                | Dorfstraße 22 (Lage) | Dorfkirche                                                | Datierung 1246/1255, Umbau 1698, Restaurierung 1905 | weitere Bilder |
| 09170635                         | Dorfstraße 32 (Lage) | Gutshaus mit Park                                         |                                                     | BW             |
| 09172177 Teilobjekt zu: 09170635 | Dorfstraße 32 (Lage) | Gutspark                                                  |                                                     | BW             |

### Nackel
| ID-Nr.                           | Lage                  | Bezeichnung | Beschreibung | Bild               |
| -------------------------------- | --------------------- | --- | --- | ------------------ |
| 09172735 Wikidata                | (Lage)                | Gedenkstein für Prinz Georg Wilhelm, Herzog zu Braunschweig und Lüneburg und seinen Kammerdiener Karl Grebe, an der B 5 | Der Gedenkstein erinnert an Georg Wilhelm von Braunschweig-Lüneburg, der hier am 20. Mai 1912 bei einem Unfall ums Leben kam. | weitere Bilder     |
| 09172736                         | Barsikower Weg (Lage) | Friedhofskapelle und darauf zuführende Lindenallee                                                                      | | weitere Bilder     |
| 09170637 Wikidata                | Parkstraße 1 (Lage)   | Dorfkirche | Die evangelische Kirche ist im Ursprung eine Kirche aus der Spätgotik. Die Kirche wurde im 17. Jahrhundert umgebaut.          | weitere Bilder     |
| 09171778 Teilobjekt zu: 09170637 | Parkstraße 1 ()       | Glocke | | ein Bild hochladen |
| 09171162                         | Schulstraße 6 (Lage)  | Gutshaus | Entwurf Richard Bielenberg und Josef Moser, Bau 1906–1907, Restaurierung 1999–2002                                            | Gutshaus           |
| 09170638                         | Schulstraße 6 (Lage)  | Gutspark | | BW                 |

### Schönberg
| ID-Nr.            | Lage              | Bezeichnung | Beschreibung | Bild           |
| ----------------- | ----------------- | ----------- | ------------ | -------------- |
| 09170681          | (Lage)            | Gutspark    |              | BW             |
| 09170685 Wikidata | Dorfstraße (Lage) | Dorfkirche  |              | weitere Bilder |

### Segeletz
| ID-Nr.                           | Lage                | Bezeichnung            | Beschreibung                                                                                      | Bild                   |
| -------------------------------- | ------------------- | ---------------------- | ------------------------------------------------------------------------------------------------- | ---------------------- |
| 09170691                         | B 5 (Lage)          | Meilenstein, bei km 80 | Der Meilenstein befindet sich in der Ortschaft, direkt an der B 5 an der nördlichen Straßenseite. | Meilenstein, bei km 80 |
| 09170692                         | Lindenstraße (Lage) | Dorfkirche             | Datierung 1251/1300, Umbau und Erweiterung um 1830                                                | weitere Bilder         |
| 09171612 Teilobjekt zu: 09170692 | Lindenstraße ()     | Taufengel              |                                                                                                   | ein Bild hochladen     |

### Tornow
| ID-Nr.                                    | Lage                                              | Bezeichnung | Beschreibung                                                                                          | Bild |
| ----------------------------------------- | ------------------------------------------------- | --- | --- | --- |
| 09171121                                  | Tornower Straße 1 (Lage)                          | Förster-Gehöft mit Jagdpension, bestehend aus Wohnhaus, Stallspeicher, Stallscheune und Wirtschaftshaus | | BW |
| 09172490 Teilobjekt zu: 09171121          | Tornower Straße 1 ()                              | Forsthaus & Gasthaus | | ein Bild hochladen |
| 09172491 Teilobjekt zu: 09171121          | Tornower Straße 1 ()                              | Stall | | ein Bild hochladen |
| 09172492 Teilobjekt zu: 09171121          | Tornower Straße 1 ()                              | Scheune | | ein Bild hochladen |
| 09170710                                  | Tornower Straße 17, 22-30 (gerade) (Lage)         | Gutsanlage, bestehend aus Gutshaus, drei Stallgebäuden, Speicher, Schmiede und Park sowie Gutskapelle (Dorfkirche) und vier Grabmale der auf Gut Tornow ansässigen Familien von Brunn und von Wahlen-Jürgaß | | Gutsanlage, bestehend aus Gutshaus, drei Stallgebäuden, Speicher, Schmiede und Park sowie Gutskapelle (Dorfkirche) und vier Grabmale der auf Gut Tornow ansässigen Familien von Brunn und von Wahlen-Jürgaß |
| 09172237 Teilobjekt zu: 09170710          | Tornower Straße 24 (Lage)                         | Herrenhaus | Errichtet 1803–1805.                                                                                  | Herrenhaus |
| 09171494 Teilobjekt zu: 09170710          | Tornower Straße 26, 28, 30 (Lage)                 | Stall | | BW |
| 09171511 Teilobjekt zu: 09170710          | Tornower Straße (Lage)                            | Stall | | BW |
| 09171495 Teilobjekt zu: 09170710          | Tornower Straße 17 (Lage)                         | Speicher | | BW |
| 09171496 Teilobjekt zu: 09170710          | Tornower Straße ()                                | Schmiede | | ein Bild hochladen |
| 09171496 Teilobjekt zu: 09170710          | Tornower Straße 24 (Lage)                         | Gutspark | Um 1800 angelegt, um 1860 von Peter Joseph Lenné umgestaltet.                                         | BW |
| 09172742 Teilobjekt zu: 09170710 Wikidata | Tornower Straße 22 (Lage)                         | Dorfkirche / Gutskapelle | Neogotische Saalkirche, Datierung 1827–1828                                                           | weitere Bilder |
| 09172746 Teilobjekt zu: 09170710          | Tornower Straße 22, südwestlich der Dorfkirche () | Grabmal | Bewidmet A. von Jürgaß, 1790/1791                                                                     | ein Bild hochladen |
| 09172745 Teilobjekt zu: 09170710          | Tornower Straße 22, südwestlich der Dorfkirche () | Grabmal | Bewidmet Charlotte Dorothee Sophie von Haack, gestorben am 7. April 1800                              | ein Bild hochladen |
| 09172744 Teilobjekt zu: 09170710          | Tornower Straße 22, südwestlich der Dorfkirche () | Grabmal | Bewidmet Auguste Eleonore von Brunn, 1800/1801                                                        | ein Bild hochladen |
| 09172743 Teilobjekt zu: 09170710          | Tornower Straße 22, südwestlich der Dorfkirche () | Grabmal | Sandstein-Obelisk, bewidmet Philippine Leopoldine Elisabeth von Wahlen-Jürgaß, gestorben 28. Mai 1795 | ein Bild hochladen |

### Tramnitz
| ID-Nr.            | Lage              | Bezeichnung | Beschreibung | Bild           |
| ----------------- | ----------------- | ----------- | --- | -------------- |
| 09170711 Wikidata | Dorfstraße (Lage) | Dorfkirche  | Der rechteckige Fachwerkbau mit verbrettertem Dachturm wurde um 1725 erbaut, im Turm befinden sich zwei Glocken von 1725 des Glockengießers C. S. Mebert. Bis heute erhalten blieben zwei Bronzeleuchter von 1710, an der Südwand ein Wappenfeld derer von Rohr von 1744. | weitere Bilder |

### Wulkow
| ID-Nr.                           | Lage                         | Bezeichnung       | Beschreibung | Bild               |
| -------------------------------- | ---------------------------- | ----------------- | --- | ------------------ |
| 09170715                         | Schönberger Straße 12 (Lage) | Gutshaus mit Park | Das ehemalige Gutshaus stammt aus der Zeit um 1850. Im Inneren befindet sich ein runder Saal mit Oberlicht.                 | BW                 |
| 09172239 Teilobjekt zu: 09170715 | Schönberger Straße 12 ()     | Gutspark          | | ein Bild hochladen |
| 09170714 Wikidata                | Teetzer Straße (Lage)        | Dorfkirche        | Die evangelische Kirche stammt aus dem Ende des 17. Jahrhunderts. Auf dem Fachwerkbau befindet sich zentral ein Dachreiter. | weitere Bilder     |
| 09170713                         | Teetzer Straße 10 (Lage)     | Wohnhaus          | | BW                 |

### Wusterhausen/Dosse
| ID-Nr.                           | Lage                                                    | Bezeichnung                                                                          | Beschreibung | Bild                                                                                 |
| -------------------------------- | ------------------------------------------------------- | ------------------------------------------------------------------------------------ | --- | ------------------------------------------------------------------------------------ |
| 09170760                         | (Lage)                                                  | Reste der Stadtmauer                                                                 | | Reste der Stadtmauer                                                                 |
| 09170762                         | (Lage)                                                  | Pfarrkirche St. Peter und Paul                                                       | Die evangelische Kirche ist eine Kirche aus der Spätgotik mit älteren Teil eines Vorgängerbaues. Der Vorgängerbau stammte aus der Mitte des 13. Jahrhunderts. Im späten 13. Jahrhundert wurde die Kirche umgebaut, ab 1300 wurden die Pläne geändert. Es wurde ine dreischiffige Basilika erbaut. Weitere Ausbauten und Umbauten fanden im 14. und 15. Jahrhundert statt. | weitere Bilder                                                                       |
| 09171797 Teilobjekt zu: 09170762 | ()                                                      | Orgel                                                                                | Die Orgel stammt aus dem Jahr 1742 von der Firma Joachim Wagner. | ein Bild hochladen                                                                   |
| 09170761                         | Am Markt (Lage)                                         | Ensemble Markt (Am Markt, Domstraße, Kirchstraße, Sankt-Petri-Straße)                | | Ensemble Markt (Am Markt, Domstraße, Kirchstraße, Sankt-Petri-Straße)                |
| 09170717                         | Am Markt 1 (Lage)                                       | Rathaus                                                                              | | weitere Bilder                                                                       |
| 09170718                         | Am Markt 3 (Lage)                                       | Heimatmuseum Wusterhausen, bestehend aus Wohnhaus, Seitenflügel und drei Hofgebäuden | | Heimatmuseum Wusterhausen, bestehend aus Wohnhaus, Seitenflügel und drei Hofgebäuden |
| 09172240 Teilobjekt zu: 09170718 | Am Markt 3. rechte Hofseite zur Neuen Poststraße (Lage) | Hofgebäude                                                                           | Fachwerkgebäude mit Lehmstaken aus der Zeit nach 1758. | Hofgebäude                                                                           |
| 09172241 Teilobjekt zu: 09170718 | Am Markt 3, linke Hofseite (Lage)                       | Hofgebäude                                                                           | Fachwerkgebäude mit Lehmstaken aus der Zeit nach 1758, im 19. Jahrhundert erweitert. | BW                                                                                   |
| 09172242 Teilobjekt zu: 09170718 | Am Markt 3, rückwärtiger Abschluss des Hofs (Lage)      | Hofgebäude                                                                           | Ziegelbau | BW                                                                                   |
| 09171859                         | Am Markt 5 (Lage)                                       | Wohn- und Geschäftshaus                                                              | | Wohn- und Geschäftshaus                                                              |
| 09170935                         | Am Markt 22 (Lage)                                      | Wohnhaus mit Nebengebäude                                                            | | Wohnhaus mit Nebengebäude                                                            |
| 09170107                         | Am Markt 24 (Lage)                                      | Wohnhaus mit Nebengebäude                                                            | | Wohnhaus mit Nebengebäude                                                            |
| 09172025 Teilobjekt zu: 09170107 | Am Markt 24 (Lage)                                      | Hofgebäude                                                                           | | BW                                                                                   |
| 09170112                         | An der Klempnitz 3 (Lage)                               | Bahnhof mit Toilettenhäuschen                                                        | Der Bahnhof wurde 1887 eröffnet. Das Bahnhofsgebäude ist ein massiver zweigeschossiger Bau aus gelben Ziegeln mit einem Satteldach. | weitere Bilder                                                                       |
| 09172031 Teilobjekt zu: 09170112 | An der Klempnitz 3 (Lage)                               | Toilettenhaus                                                                        | Das Toilettenhaus steht links vom Bahnhofsgebäude. Es ist ein eingeschossiger Ziegelbau. | Toilettenhaus                                                                        |
| 09170720                         | An der Seemühle 1 (Lage)                                | Fachwerkhaus der Seemühle                                                            | | Fachwerkhaus der Seemühle                                                            |
| 09171154                         | An der Seemühle 2 (Lage)                                | Wohnhaus                                                                             | | BW                                                                                   |
| 09170719                         | Bundesstraße 5 (Lage)                                   | Meilenstein bei km 90                                                                | Der Meilenstein befindet sich an der B 5. | Meilenstein bei km 90                                                                |
| 09170748                         | Berliner Straße (Lage)                                  | Stephanuskapelle, auf dem Friedhof                                                   | Die Stephanuskapelle seit der Mitte des 18. Jahrhunderts eine Friedhofskapelle. Die Kapelle stammt wahrscheinlich aus dem 15. Jahrhundert. | weitere Bilder                                                                       |
| 09170722                         | Berliner Straße 1 (Lage)                                | Mühle, bestehend aus Fachwerkwohnhaus und zwei massiven Mühlengebäuden               | | weitere Bilder                                                                       |
| 09172243 Teilobjekt zu: 09170722 | Berliner Straße 1 (Lage)                                | Mühlengebäude                                                                        | zweigeschossiger Bau mit Satteldach | Mühlengebäude                                                                        |
| 09172244 Teilobjekt zu: 09170722 | Berliner Straße 1 (Lage)                                | Mühlengebäude                                                                        | dreieinhalbgeschossiger Bau mit Flachdach | Mühlengebäude                                                                        |
| 09171348                         | Berliner Straße 12 (Lage)                               | Wohnhaus                                                                             | | Wohnhaus                                                                             |
| 09170205                         | Borchertstraße 9 (Lage)                                 | Altenpflegeheim                                                                      | | Altenpflegeheim                                                                      |
| 09171141                         | Dombrowskistraße 16 (Lage)                              | Wohnhaus                                                                             | | Wohnhaus                                                                             |
| 09170729                         | Domstraße 2 (Lage)                                      | Wohnhaus                                                                             | | Wohnhaus                                                                             |
| 09170936                         | Domstraße 5 (Lage)                                      | Wohnhaus                                                                             | | Wohnhaus                                                                             |
| 09170726                         | Domstraße 18 (Lage)                                     | Wohnhaus                                                                             | | Wohnhaus                                                                             |
| 09170727                         | Domstraße 20 (Lage)                                     | Wohnhaus                                                                             | | Wohnhaus                                                                             |
| 09170724                         | Domstraße 24 (Lage)                                     | Wohnhaus                                                                             | | Wohnhaus                                                                             |
| 09171711                         | Dossestraße 18 (Lage)                                   | Wohnhaus                                                                             | | BW                                                                                   |
| 09170747                         | Fischerstraße 7 (Lage)                                  | Wohnhaus                                                                             | | Wohnhaus                                                                             |
| 09170752                         | Klempowweg 6 (Lage)                                     | Wohnhaus                                                                             | | Wohnhaus                                                                             |
| 09170937                         | Kyritzer Straße 2 (Lage)                                | Wohnhaus                                                                             | | Wohnhaus                                                                             |
| 09170730                         | Kyritzer Straße 4 (Lage)                                | Wohnhaus                                                                             | | Wohnhaus                                                                             |
| 09170731                         | Kyritzer Straße 6 (Lage)                                | Wohnhaus                                                                             | | Wohnhaus                                                                             |
| 09170753                         | Kyritzer Straße 8 (Lage)                                | Wohnhaus                                                                             | | Wohnhaus                                                                             |
| 09170733                         | Kyritzer Straße 12 (Lage)                               | Wohnhaus                                                                             | | Wohnhaus                                                                             |
| 09170754                         | Kyritzer Straße 17a (Lage)                              | Wohnhaus                                                                             | | BW                                                                                   |
| 09170745                         | Kyritzer Straße 20 (Lage)                               | Wohnhaus                                                                             | | Wohnhaus                                                                             |
| 09170734                         | Kyritzer Straße 21 (Lage)                               | Wohnhaus                                                                             | | Wohnhaus                                                                             |
| 09170736                         | Kyritzer Straße 23 (Lage)                               | Wohnhaus                                                                             | | Wohnhaus                                                                             |
| 09170737                         | Kyritzer Straße 25 (Lage)                               | Wohnhaus                                                                             | | Wohnhaus                                                                             |
| 09170738                         | Kyritzer Straße 27 (Lage)                               | Wohnhaus                                                                             | | Wohnhaus                                                                             |
| 09170739                         | Kyritzer Straße 29 (Lage)                               | Wohnhaus                                                                             | | Wohnhaus                                                                             |
| 09170740                         | Kyritzer Straße 30 (Lage)                               | Wohnhaus                                                                             | | BW                                                                                   |
| 09170938                         | Kyritzer Straße 31 (Lage)                               | Ehemalige Mühle, bestehend aus Wohnhaus und Hofgebäuden                              | | BW                                                                                   |
| 09170742                         | Kyritzer Straße 32 (Lage)                               | Wohnhaus                                                                             | | Wohnhaus                                                                             |
| 09170744                         | Kyritzer Straße 34 (Lage)                               | Wohnhaus                                                                             | | Wohnhaus                                                                             |
| 09170334                         | Neue Poststraße 2 (Lage)                                | Wohnhaus mit Seitenflügel und Hofgebäude                                             | | BW                                                                                   |
| 09171949 Teilobjekt zu: 09170334 | Neue Poststraße 2 (Lage)                                | Hofgebäude                                                                           | | BW                                                                                   |
| 09170113                         | Neue Poststraße 3 (Lage)                                | Wohnhaus                                                                             | | BW                                                                                   |
| 09171732                         | Promenade 5 (Lage)                                      | Wohnhaus                                                                             | | Wohnhaus                                                                             |
| 09170755                         | Promenade 7 (Lage)                                      | Villa                                                                                | | Villa                                                                                |
| 09170942                         | Sankt-Georg-Straße 2 (Lage)                             | Wohnhaus                                                                             | | Wohnhaus                                                                             |
| 09170215                         | Sankt-Petri-Straße 5 (Lage)                             | Pfarrhaus                                                                            | | Pfarrhaus                                                                            |
| 09170759                         | Sankt-Petri-Straße 5-7 (Lage)                           | Torbogen                                                                             | | Torbogen                                                                             |
| 09170758                         | Sankt-Petri-Straße 7 (Lage)                             | Pfarrhaus                                                                            | | Pfarrhaus                                                                            |
| 09171335                         | Sankt-Petri-Straße 9 (Lage)                             | Wohnhaus mit Hofgebäude                                                              | | BW                                                                                   |
| 09172696 Teilobjekt zu: 09171335 | Sankt-Petri-Straße 9 (Lage)                             | Stall                                                                                | | BW                                                                                   |
| 09170757                         | Schiffahrt 15 (Lage)                                    | Wohnhaus                                                                             | | Wohnhaus                                                                             |
| 09170940                         | Schiffahrt 17 (Lage)                                    | Wohnhaus                                                                             | | Wohnhaus                                                                             |
| 09170204                         | Schulstraße 1 (Lage)                                    | Schule und Turnhalle                                                                 | | BW                                                                                   |
| 09171632 Teilobjekt zu: 09170204 | Schulstraße 1 ()                                        | Turnhalle                                                                            | | ein Bild hochladen                                                                   |

## Ehemalige Baudenkmale
| ID-Nr. | Lage                             | Bezeichnung                                        | Beschreibung                                     | Bild |
| ------ | -------------------------------- | -------------------------------------------------- | ------------------------------------------------ | --- |
|        | Läsikow Läsikower Ring 27 (Lage) | Wohnhaus mit Wirtschaftsgebäude                    |                                                  | [[Vorlage:Bilderwunsch/code!/C:52.825628,12.582894!/D:Läsikow Läsikower Ring 27, Wohnhaus mit Wirtschaftsgebäude!/\|BW]] |
|        | Metzelthin Dorfstraße 41 ()      | Bockwindmühle (demontiert, siehe Unterlagen BLDAM) |                                                  | ein Bild hochladen |
|        | Segeletz Lindenstraße 42 (Lage)  | Brennerei                                          | Das Gebäude wurde aus der Denkmalliste entfernt. | Brennerei |